# Vilmány
Vilmány is een plaats (község) en gemeente in het Hongaarse comitaat Borsod-Abaúj-Zemplén. Vilmány telt 1420 inwoners (2001).